# Ever After High
Ever After High ist ein Medien-Franchise von Mattel, das im Jahr 2013 ins Leben gerufen wurde. Es existiert eine Webseite, eine fortlaufende Filmserie, mehrere Computerspiele, sowie 5 Bücherserien. Ever After High ist in 30 Ländern veröffentlicht. Im Jahr 2018 wurde das Franchise von Mattel eingestellt.

## Rahmenhandlung
Ever After High ist ein Internat, besucht von den Kindern berühmter Märchenfiguren wie Dornröschen, Schneewittchen, Rotkäppchen und vielen weiteren. Die Protagonisten sind dazu bestimmt, in die Fußstapfen ihrer Eltern zu treten und ihre Märchen über Generationen am Leben zu erhalten. Die Hauptfiguren sind Raven Queen, die nicht böse sein will wie ihre Mutter, die böse Königin, und Apple White, die Tochter von Schneewittchen, die „glücklich bis ans Ende ihrer Tage“ leben will. Raven zieht es vor, frei zu sein, um ihr eigenes Schicksal zu erschaffen, während Apple, um ihr und das eigene Schicksal zu schützen, glaubt, dass Raven die nächste böse Königin werden sollte. Die Schüler werden in der Regel in zwei Gruppen eingeteilt. Die „Royals“ sind die Schüler, die ein königliches Schicksal haben. Die „Rebels“ sind die Schüler, die nicht königlich sind, oder ein schreckliches Ende haben. Viele der Geschichten handeln von den regelmäßigen Interaktionen der Schüler als Teenager, aber es gibt einen weiteren Erzählstrang, in dem, wenn die Schüler ihren individuellen Schicksalen nicht folgen, ihre Geschichten aufhören zu existieren und für immer verschwinden werden.

## Filme
Ever After High läuft als offizielle Miniserie auf YouTube. 2015 veröffentlichte Netflix eine Serie mit Ever After High. Mittlerweile gibt es dort 5 Staffeln.

## Computerspiele
Die Mobilespiele „Ever After High Charmed Style“ und „Ever After High Tea Party Dash“ wurden über 2 Millionen Mal heruntergeladen.

## Sonstiges
Ever After High ist inspiriert von Monster High, die Geschichte dreht sich hier aber (basierend auf der Romanreihe von Shannon Hale) um Charaktere aus Märchen und Fantasiegeschichten anstelle von Monstern.